# Chiesa di San Filippo (Saigon)
La chiesa di San Filippo (Nhà thờ Huyện Sỹ in vietnamita, Église Saint-Philippe in francese) è una chiesa cattolica della città di Ho Chi Minh, già Saigon, in Vietnam. Dipende dall'arcidiocesi di Ho Chi Minh.

## Storia
La chiesa venne eretta in età coloniale tra il 1902 e il 1905 su un terreno donato dal duca di Long My, Lê Phát Đạt, nonno della futura imperatrice Nam Phương.

## Descrizione
La chiesa, di stile neogotico, è realizzata con un granito estratto nella regione di Biên Hòa. Misura 40 metri in lunghezza e 18 in larghezza. Il campanile, alto 50 metri, è sormontato da una croce in bronzo sulla quale è appollaiato un gallo, in riferimento all'episodio del rinnegamento di Pietro, e dunque simbolo di risurrezione. Il significato può al contempo essere di natura nazionalista: il gallo è infatti uno dei simboli della Francia.
Davanti al portale è posizionata una statua di Mátthêu Lê Văn Gẫm, martire vietnamita.

## Galleria d'immagini

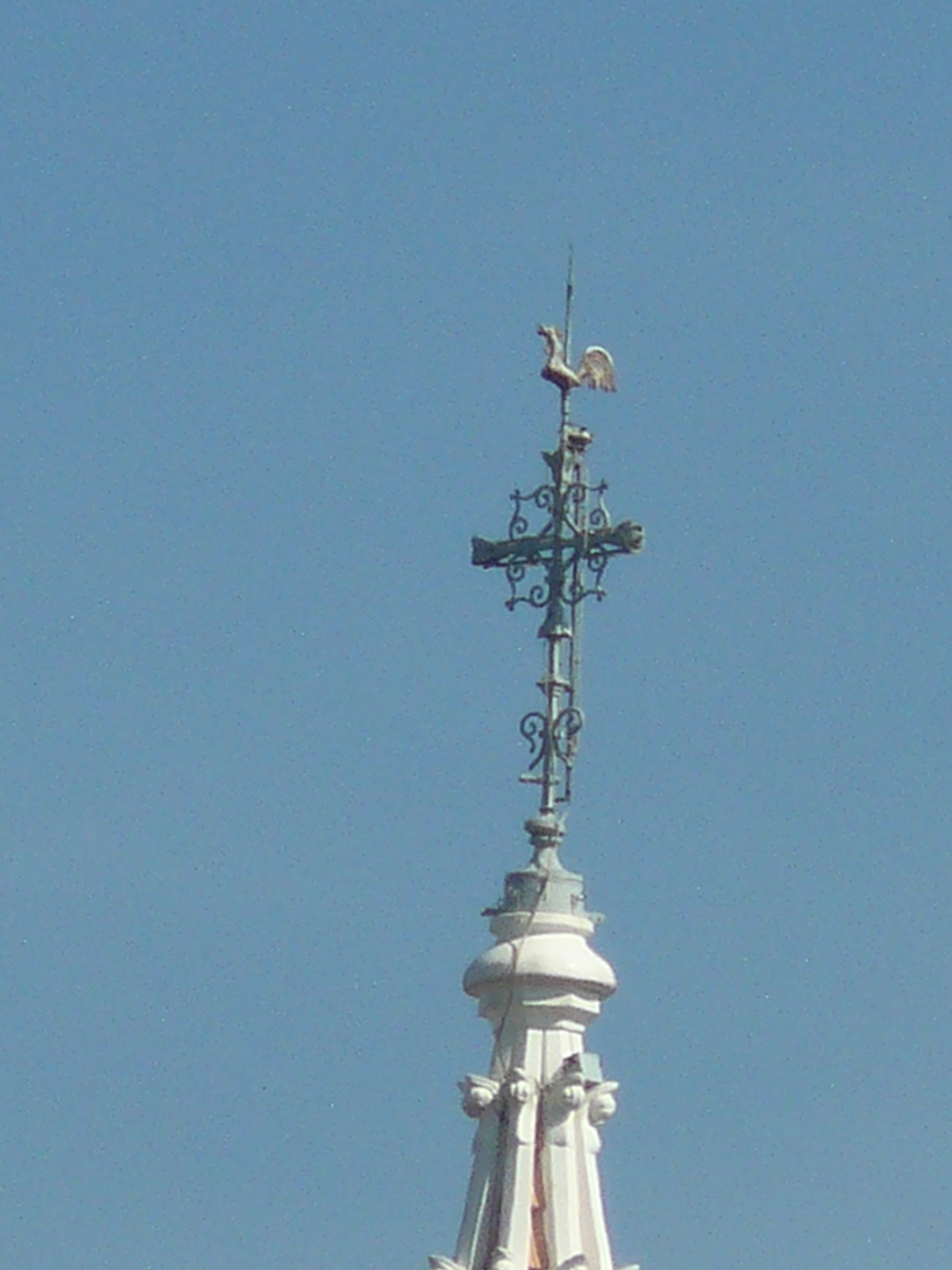
La croce con il gallo
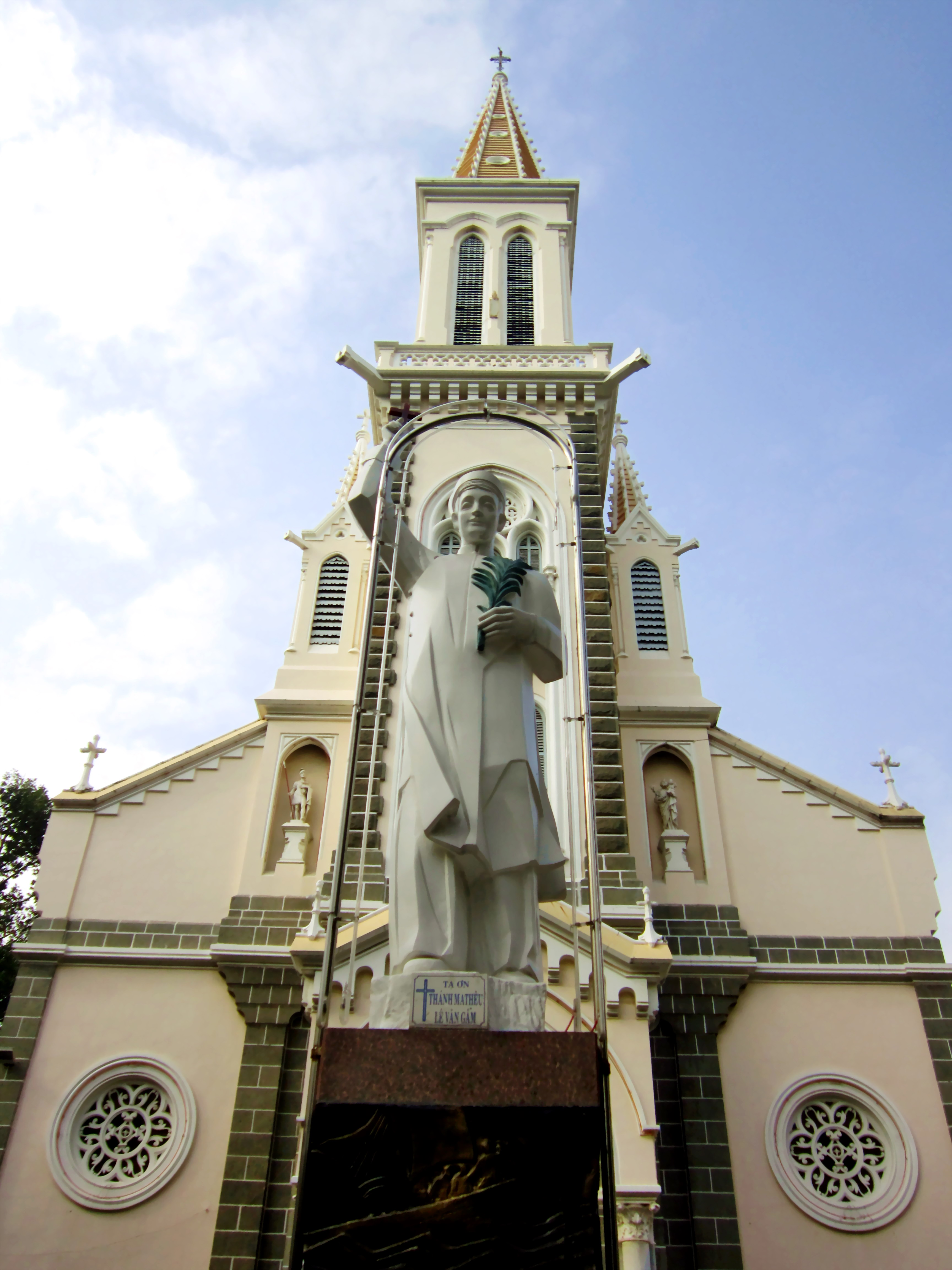
La statua di Mátthêu Lê Văn Gẫm